# Сабато, Антонио (младший)
Антонио Сабато-мл. (итал. Antonio Sabàto, Jr., род. 29 февраля 1972) — американский актёр и фотомодель.

## Биография
Антонио родился в Риме 29 февраля 1972 года в семье итальянского актёра Антонио Сабато и его чешской жены Ивонн Кабоучи. Когда ему было 12 лет семья переехала в США и обосновалась в Лос-Анджелесе, где Антонио получил среднее образование. Его карьера первоначально началась в качестве модели для «Calvin Klein», а в 1990 году он появился в клипе Джанет Джексон «Love Will Never Do (Without You)».
В 1992 году началась карьера Антонио на телевидении, где он впоследствии снялся в сериалах «Главный госпиталь», «Мелроуз Плейс», «Земля 2», «Зачарованные», «Дерзкие и красивые» и некоторых других. На большом экране у него наиболее заметные роли были в фильмах «Большое дело» (1998), «Высокое напряжение» (1997) и «Аварийная посадка» (2005).
С 1992 по 1993 год Антонио был женат на Алисии Тьюлли Дженсон. В 1994 году актриса Вирджиния Мэдсен родила ему сына Джека Антонио, а в 2002 он стал отцом Мины Бри, которую ему родила Кристин Россетти. В настоящее время женат на Шерил Нунес, от которой есть сын. В 1996 году он получил американское гражданство.
В 2013 году Сабато стал послом сайта знакомств AnastasiaDate.

## Избранная фильмография
- 1992—1994, 1995 — Главный госпиталь
- 1994 — Побег из тюрьмы — Тони (ТВ)
- 1994—1995 — Земля 2
- 1997 — Высокое напряжение — Джонни Клэй
- 1998 — Большое дело — Винс
- 1999 — Остров страха — Джек
- 1999 — Зачарованные — Бейн Джессоп
- 2000 — Фактор хаоса — Джек Пойнт
- 2000 — База 2: Виновен по предписанию — Джон Мёрфи \ сержант Хоукс
- 2001 — Мозговая атака — Дэн Оливер
- 2001 — Охотник на акул — Спенсер Норткат
- 2002 — Атомный поезд 2 — Пол Блейк
- 2002 — Ходячие трупы — Дэн ДэСоуза
- 2003 — Тестостерон — Пабло Алесандро
- 2003 — Обратитесь к Джейн — Тимоти Роммелли
- 2005 — Астероид — Ричард Донован
- 2005 — Аварийная посадка — Джон Мастерс
- 2007 — Рой — Итан Харт (ТВ)
- 2009 — Бродяга Генри Ли Лукас — Генри Ли Лукас
- 2009 — Клиника (9 сезон, 2 эпизод) — играл самого себя, играющего алкоголика
- 2009 — Принцесса Марса — Джон Картер
- 2011 — Роковые красотки
- 2019 — One Nation Under God